# Edgar Buchanan
William Edgar Buchanan (* 20. März 1903 in Humansville, Missouri; † 4. April 1979 in Palm Desert, Kalifornien) war ein US-amerikanischer Schauspieler.

## Leben
Buchanan wuchs in Oregon auf. Er erlernte wie sein Vater vor ihm den Beruf des Zahnarztes und heiratete 1928, seine Frau praktizierte ebenfalls als Zahnärztin. Seine Karriere als Schauspieler begann erst als Mittdreißiger, nachdem das Paar 1939 nach Kalifornien umgezogen war. Als er noch im selben Jahr seine erste Spielfilmrolle erhielt, übergab er seine Praxis an seine Frau.
Buchanan spielte am Anfang seiner Karriere zwar auch einige kleinere, zum Teil im Abspann nicht genannte Nebenrollen, unter anderem in Michael Curtiz’ Abenteuerfilm Der Herr der sieben Meere, jedoch bereits in seinem zweiten Film hatte er eine größere Nebenrolle als Detective Adolph McDermott in der Filmkomödie Ein Ehemann zuviel an der Seite von Jean Arthur und Fred MacMurray. 1941 und 1942 war er an der Seite von Cary Grant in den für den Oscar nominierten Spielfilmen Akkorde der Liebe und Zeuge der Anklage zu sehen. Einen Großteil seiner Filmrollen stellten schon bald Western dar, unter anderem stellte er 1942 in einer Verfilmung des Lebens von Wyatt Earp den Revolverhelden „Curly Bill“ Brocious dar. Er war neben John Wayne in Die Comancheros und MacLintock zu sehen, neben Henry Fonda in Nebraska und Mordbrenner von Arkansas sowie neben Audie Murphy in Destry räumt auf und Der Colt ist das Gesetz. Zudem stellte er Fred Lewis im oscarprämierten Westernklassiker Mein großer Freund Shane mit Alan Ladd in der Hauptrolle dar.
Neben seiner Filmkarriere trat er ab Mitte der 1950er Jahre auch in US-amerikanischen Fernsehserien auf. Neben Gastrollen in Serien wie Westlich von Santa Fé, Am Fuß der blauen Berge, Bonanza und Rauchende Colts wurde er in den Vereinigten Staaten vor allem durch verschiedene langjährige Serienhauptrollen bekannt. Ab 1952 war er neben William Boyd in 40 Folgen der Serie Hopalong Cassidy zu sehen, zwischen 1956 und 1957 stellte er in 39 Folgen Roy Bean in der Serie Roy Bean, ein Richter im wilden Westen dar. In der erfolgreichen Sitcom Petticoat Junction spielte er zwischen 1963 und 1970 in allen 222 Folgen die Rolle des Uncle Joe Carson, für welche er in den Vereinigten Staaten maßgeblich bekannt ist. Auch in den zeitgleich produzierten Serien Green Acres und The Beverly Hillbillies trat er mehrfach als Uncle Joe Carson auf. Nach dem Ende von Petticoat Junction spielte er neben Glenn Ford in der Westernserie Sheriff Cade, diese wurde jedoch nach der ersten Staffel eingestellt. In den 1970er Jahren war er nur noch sporadisch als Schauspieler zu sehen, seinen letzten Auftritt hatte er 1974 in Benji – Auf heißer Fährte.

## Filmografie (Auswahl)
- 1939: My Son is Guilty
- 1940: Der Herr der sieben Meere (The Sea Haw)
- 1940: Ein Ehemann zuviel (Too Many Husbands)
- 1941: Akkorde der Liebe (Penny Serenade)
- 1942: Zeuge der Anklage (The Talk of the Town)
- 1943: Aufruhr der Gesetzlosen (The Desperadoes)
- 1944: Buffalo Bill, der weiße Indianer (Buffalo Bill)
- 1946: Der Bandit und die Königin (The Bandit of Sherwood Forest)
- 1946: Gehaßt, gejagt, gefürchtet (Renegades)
- 1946: Banditen ohne Maske (Abilene Town)
- 1947: Abgekartetes Spiel (Framed)
- 1947: Endlos ist die Prärie (The Sea of Grass)
- 1948: Schwarze Pfeile (The Black Arrow)
- 1948: Abrechnung in Coroner Creek (Coroner Creek)
- 1948: Blutfehde (The Swordsman)
- 1949: Der Richter von Colorado (The Man from Colorado)
- 1949: Hoher Einsatz (Any Number Can Play)
- 1949: Der Berg des Schreckens (Lust for Gold)
- 1949: Treibsand (The Walking Hills)
- 1949: Die rote Schlucht (Red Canyon)
- 1950: Von Katzen und Katern (The Big Hangover)
- 1950: Fluch des Blutes (Devil's Doorway)
- 1950: Irma, das unmögliche Mädchen (My Friend Irma Goes West)
- 1950: Ladung für Kapstadt (Cargo to Capetown)
- 1951: Zwei in der Falle (Rawhide)
- 1951: In Rache vereint (The Great Missouri Raid)
- 1951: Die Höhle der Gesetzlosen (Cave of Outlaws)
- 1951: Die silberne Stadt (Silver City)
- 1952: Für eine Handvoll Geld (The Big Trees)
- 1952: Der Löwe von Arizona (Toughest Man in Arizona)
- 1952: Die roten Teufel von Arizona (Flaming Feather)
- 1953: Mein großer Freund Shane (Shane)
- 1954: Lebensgier (Human Desire)
- 1955: Wichita
- 1955: Die Stadt der toten Seelen (Rage at Dawn)
- 1957–1963: Erwachsen müßte man sein (Leave It to Beaver) (Fernsehserie, 3 Folgen)
- 1958: In Colorado ist der Teufel los (The Sheepman)
- 1960: Cimarron
- 1961: Die Comancheros (The Comancheros)
- 1962: Sacramento (Ride the High Country)
- 1962/1963: Rauchende Colts (Gunsmoke) (Fernsehserie, 2 Folgen)
- 1963: Eine kitzlige Sache (A Ticklish Affair)
- 1963: Eine zuviel im Bett (Move Over, Darling)
- 1963: Die Hafenkneipe von Tahiti (Donovan's Reef)
- 1963: MacLintock (McLintock!)
- 1963–1970: Petticoat Junction (Fernsehserie, 222 Folgen)
- 1965: Nebraska (The Rounders)
- 1967: Mordbrenner von Arkansas (Welcome to Hard Times)
- 1971–1972: Sheriff Cade (Cade's County) (Fernsehserie, 22 Folgen)
- 1972: Die Partridge Familie (The Partridge Family) (Fernsehserie, Folge M is for the Many Things)
- 1974: Benji – Auf heißer Fährte (Benji)